# Taxón de Hungría
Taxón (en húngaro: Taksony) (c. 931-972) fue príncipe húngaro (955-972), hijo de Zolta, nieto del gran príncipe Árpad. 
Taxón en su juventud, y antes de tener el mando del principado húngaro, lideró en 947 un ataque contra Berengario II de Italia y cobró impuestos del reino de Italia para los húngaros. Luego de la derrota sufrida por los húngaros ante el emperador germánico Otón el Grande en la batalla de Lechfeld, y de la muerte del Príncipe húngaro Falicsi, Taxón asumió el mando. Después su muerte, lo sucedería su hijo Géza, quien comenzaría con el proceso de sedentarización y cristianización de los húngaros. El hijo del gran príncipe Geza fue Esteban I.

## Familia y descendencia
Por la limitación que representa la falta de fuentes escritas contemporáneas, se desconoce el nombre u origen de la esposa del Príncipe húngaro. Sin embargo, se sabe que tuvo al menos dos hijos varones:
- Géza de Hungría, Gran Príncipe (972-997), padre del rey San Esteban I de Hungría.
- Miguel de Hungría, padre de Vazul, abuelo de los reyes Andrés I de Hungría y Béla I de Hungría.